# Сайт-візитка
Сайт-візи́тка (англ. business card website) — невеликий сайт, що зазвичай складається з однієї (або декількох) вебсторінок та містить основну інформацію про організацію, приватну особу, компанію, товари чи послуги, прайс-листи, контактні дані.
Часто сайт-візитку використовують компанії, які не хочуть витрачати значні кошти на розробку окремого сайту. Дуже часто при покупці доменного імені для корпоративної пошти встановлюється сайт-заглушка або сайт-візитка.

## Реалізації
Сайт-візитка може бути як динамічним, так і статичним сайтом.
Часто містять значні обсяги графіки, в тому числі анімації або Flash.
Ще одним різновидом сайтів-візиток є сайти, створені із застосуванням так званих Flash-технологій, коли весь сайт-візитка розташовується на одній вебсторінці, призначеної виключно для завантаження Flash-додатків, а вся навігація і вміст виконані в самому Flash-ролику.